# Takydromus wolteri
Espèce
Synonymes
- Tachydromus wolteri Fischer, 1885
- Tachydromus wolteri var. cupreus Pavlov, 1932
- Tachydromus wolteri var. mandchuriensis Pavlov, 1932

Takydromus wolteri est une espèce de sauriens de la famille des Lacertidae.

## Répartition
Cette espèce se rencontre en Primorie en Russie, en Corée et en Chine au Liaoning, au Jilin, au Heilongjiang, au Fujian, au Jiangxi, au Jiangsu, au Anhui, au Hubei, au Sichuan et au Hunan.

## Étymologie
Cette espèce est nommée en l'honneur de Karl Andreas Wolter.

## Publication originale
- Fischer, 1885 : Ichthyologische und herpetologische Bemerkungen. V. Herpetologische Bemerkungen. Jahrbuch der Hamburgischen Wissenschaftlichen Anstalten, vol. 2, p. 82-121 (texte intégral).